# ベティ・ウィリアムズ
ベティ・ウィリアムズ（Betty Williams, 1943年5月22日 - 2020年3月17日）は、北アイルランドのベルファスト生まれの平和活動家。一男一女の母。

## 来歴
北アイルランドでは、領土や宗教など様々な問題が絡み合い、長年にわたり紛争が続いていた（北アイルランド問題）。1976年、紛争に巻き込まれて子供たちが犠牲になった事件をきっかけに、主婦だったウィリアムズは、仲間とともに平和を求める署名運動を開始、2日間で6000件の署名を集め、大きく報道された。その連帯は女性たちの間で大きく広がり、「平和への大行進」へと発展した。
こうした草の根の運動が評価され、1976年度のノーベル平和賞を、運動をともに進めたマイレッド・コリガン・マグワイアと共同で受賞した。一主婦であった彼女のノーベル平和賞受賞は異例である。また、この受賞は1977年になってから、遡って1976年度の受賞者として表彰する形で決定した。
その後も世界を舞台に女性と子供を守るための活動を展開した。1997年に「世界子ども慈愛センター」を創設し、会長に就任した。